# Vallabús
Vallabús és una masia situada en el terme municipal de Moià, a la comarca catalana del Moianès. Forma part de l'Inventari del Patrimoni Arquitectònic de Catalunya.
Està situada a prop i a llevant de Moià, al nord de la carretera N-141c i de l'extrem de ponent del Polígon industrial Pla Romaní. És a la dreta del torrent de les Graus, a prop i a llevant del Pont de les Graus.

## Descripció
És una casa quadrada, de dimensions reduïdes, amb teulada de dos vents, asimètrics, amb el carener perpendicular a la façana principal. Consta de planta baixa i pis. Al cantó de tramuntana té coberts i annexos per arreus i bestiar. Les finestres són adovellades. La construcció és de pedra, amb arrebossat molt deteriorat.

## Història
Aquesta estructura és la de la típica masoveria de segon o tercer ordre. No és freqüent trobar cases tan petites a l'àrea del Moianès; més aviat es podria relacionar amb les cases de carboners de les Guilleries. Data del segle xviii, i no ha sofert transformacions que modifiquin la seva estructura.